# Constantin A. Ionescu
Constantin A. Ionescu (n. 12 noiembrie 1912 - d. 8 iunie 1995) a fost un etnomuzicolog, pedagog, psiholog și profesor universitar român.

## Biografie
Constantin A. Ionescu s-a născut la 23 noiembrie 1912 în satul Moșteni-Greci, comuna Boțești, județul Argeș. Între anii 1924 - 1932 frecventează cursurile Seminarului Central din București,având profesori pe Părintele Petre Partenie (Director al Seminarului Central între 1926 - 1940),  Popescu M. Teodor ,Ion Popescu - Pasărea (muzică bisericească ), George Breazul ( Muzică vocală ). Profesorul Ion Popescu -Pasărea - marele pedagog național al muzicii bisericești - îl însărcinează în ultimii ani de seminar cu dirijarea Corului Seminarului Central și-l îndeamnă să se înscrie la Conservatorul Din București.
Între anii 1932 - 1936 urmează cursurile Conservatorului din București , având profesori renumiți ca Constantin Brăiloiu (istoria muzicii) ,Dimitrie Cuclin (estetică muzicală, forme muzicale ) ,George Breazul (enciclopedia și istoria muzicii) , Faust Nicolescu ( teorie solfegiu n) , Mihail Jora ( armonie, contrapunct , fugă ) , Ștefan Popescu ( dirijat cor și compoziție corală bisericească ), desăvârșindu-și studiile muzicale la Academia de Muzică Religioasă din București între anii 1936 - 1938 , având profesori pe : Preotul Ion D. Petrescu , Ion Popescu - Pasărea (fostul său profesor de muzică bisericească în Seminar) , Paul Constantinescu , Ion Dumitrescu.
Între anii 1939 - 1943 urmează cursurile Facultății de Filosofie și Litere din București , fiind îndrumat și sprijinit de profesorii Petre P. Negulescu în domeniul filosofie , Traian Herseni , Dimitrie Gusti în domeniul cercetării etnografice și a folclorului  și Gheorghe Zapan în domeniul psihologiei muzicale .
În anul 1943 Profesorul Dimitrie Gusti , Directorul Institutului Social Român de la București îl însărcinează pe tânarul cercetător Constantin A. Ionescu să conducă cercetarea monografică a satelor românești din Trasnistria de mijloc. Astfel, etnomuzicologul Constantin A. Ionescu împreună cu soția sa Profesoara Lucia Ionescu au înfăptuit în lunile iulie-august 1943,
o cercetare de teren în Trasnistria de mijloc , cercetând  10 localități din stânga, Hârjău, Caterinovca, Ghiderim, Zăzuleni, Plopi, Broșteni,Tincău, Jura, Dubău (azi în r. Râbnița și Dubăsari) și or. Tiraspol .Întors la București, C. A. Ionescu , și-a
dat seama de marea valoare a materialului adunat și înregistrat și a alcătuit colecția Colinde din Transnistria, însoțită
de un amplu studiu introductiv al cercetătorului și o prefață scrisă de Traian Herseni. 
Lucrarea a fost dată spre tipar la Editura din Sibiu. Dar a intervenit cenzura de după 23 august 1944 și s-a ordonat ca volumul să apară cu titlul Colinde, cu text și melodie, fiind omise toate referințele la Transnistria. Din lucrare au fost eliminate Prefața lui Tr. Herseni, o parte din Studiul introductiv al lui C. A. Ionescu, și toate datele despre informatorii muzicali români. Cu toate aceste omisiuni culegerea este cu greu tipărită sub denumirea de Colinde , vâzând lumina tiparului la sfârșitul lui decembrie 1944, fiind prima culegere de texte folclorice înregistrate în Trasnistria editată după anul 1940 . 
Din această lucrarea s-au păstrast 100 de exemplare care i-au revenit cercetătorului Constantin A. Ionescu, pe care acesta le-a dat unor muzicieni,psihologi, sociologi și oameni de cultură din România ,restul tirajului din depozitul Astrei din Sibiu a fost ars, deși se făcuseră cele indicate de cenzură. Abia peste 50 de ani, în 1994, înaintea morții cercetătorului Colecția Colinde din Trasnistria va fi reeditată la Chișinău , restabilindu-se toate omisiunile .
- Doctor în Psihologie al Universității din București , cu o teză de doctorat în domeniul psihologiei experimentale muzicale sub conducerea Profesorului Paul Popescu-Neveanu , de la Universitatea din București.
- Membru al Uniunii Compozitorilor din România.

La 8 iunie 1995 încetează din viață în București, fiind înmormântat la Cimitirul Belu.

## Cariera științifică
- Profesor de teorie-solfegiu la Institutul Militar Muzical București (1941-1953);
- Director în Direcția generală a muzicii din Ministerul Artelor (1945-1948);
- Profesor de teorie-solfegiu (1953-1965), Director de studii (1953-1957) la Liceul de Muzicã Nr. 1 din București ;
- Profesor universitar (1965-1978) și Decan (1968-1972) al Facultății teoretice la Conservatorul Ciprian Porumbescu din București.

## Scrieri
- Colinde , Tipografia Scrisul Românesc , Sibiu, 1944
- Cântece pentru pionieri și școlari, Editura Muzicală, București , 1968
- Cântece pentru tineret - coruri mixte , Editura Muzicală, București , 1972
- Istoria psihologiei muzicale, Editura Muzicală, 1982
- Educație muzicală muzicală, București ,Editura Muzicală , 1986
- Colinde din Transnistria , Chișinău , Editura Știința,1994